# Gaza-Landungsbrücke

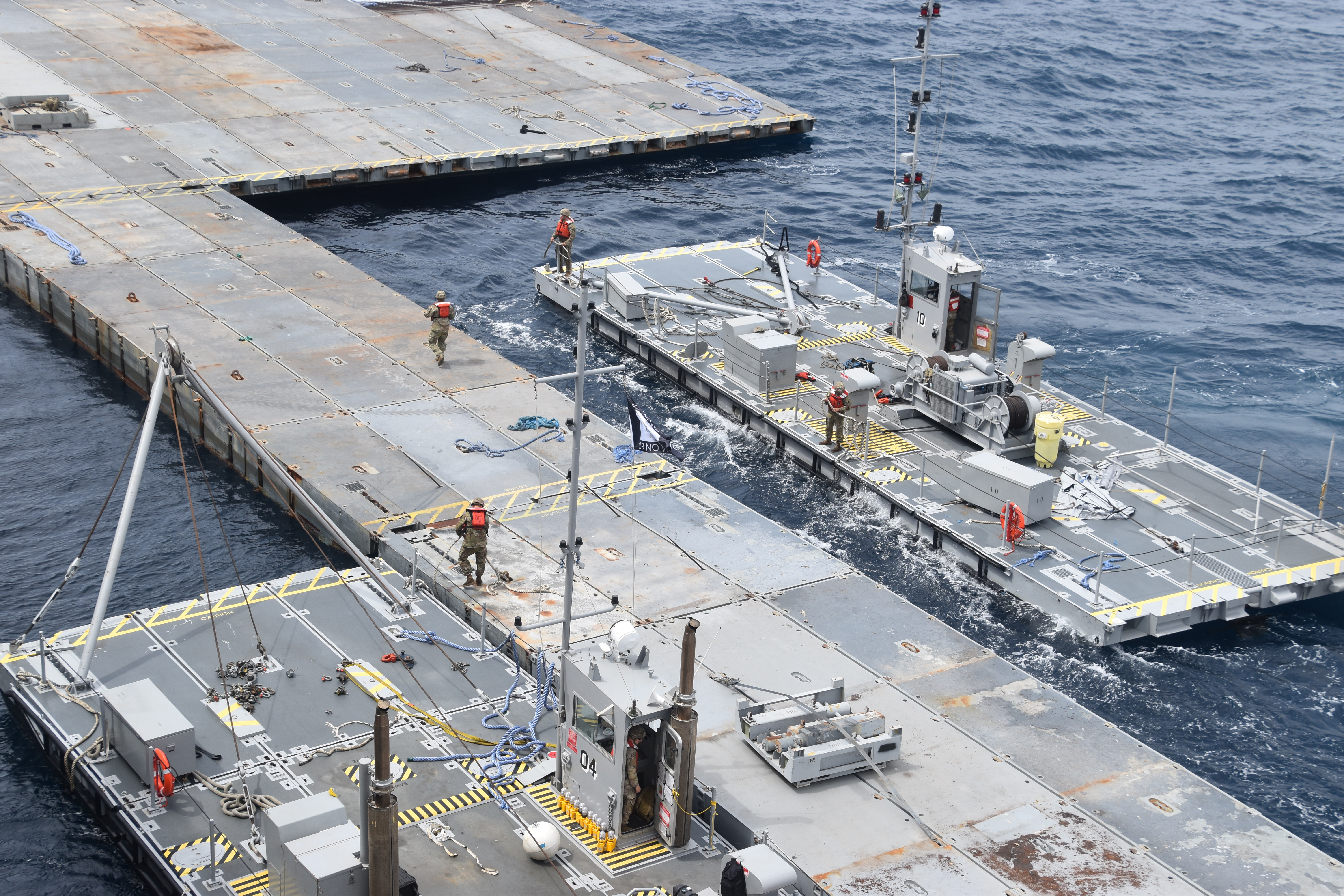
Montage der schwimmenden Offshore-Plattform vor der Küste Gazas im April 2024

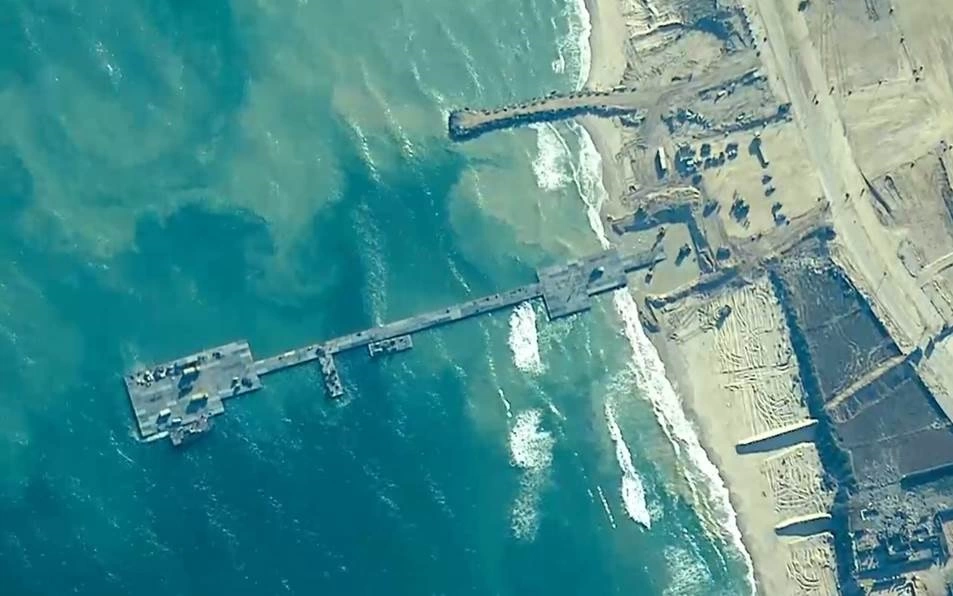
Trident-Pier – schwimmenden, am Strand von Gaza verankerten Pier der US-Navy

Die Gaza-Landungsbrücke war eine schwimmende Offshore-Plattform der US-Navy zur Löschung von Hochseeschiffen (englisch Roll-On/Roll-Off Distribution Facility, RRDF). Sie wurde während des Krieges in Israel und Gaza seit 2023 im April 2024 von der Biden-Regierung als Komponente eines Joint-Logistics-Over-the-Shore-Projekts (JLOTS-Projekt) von den Streitkräften der Vereinigten Staaten im Mittelmeer mehrere Kilometer vor der Küste des Gazastreifens errichtet. Die geschätzten Kosten der Anlegestelle lagen bei rund 230 Millionen US-Dollar (rund 212 Millionen Euro). Sie wurde am 16. Mai 2024 in Betrieb genommen. Handelsschiffe mit großem Tiefgang, die humanitäre Hilfsgüter für die Zivilbevölkerung Gazas geladen hatten, sollten dort anlegen können. Nach dem Anlegen sollte die auf Transportpaletten befindliche Hilfsgüterlieferung gelöscht, die mit den Paletten beladenen Sattelauflieger dann von LKWs auf Leichter des US-Militärs gefahren und zum Strand von Gaza gebracht werden. Dort konnten diese Schiffe an einem schwimmenden Pier, dem Trident Pier, anlegen und die LKWs mit ihrer Ladung an Land fahren. Die Hilfsgüter sollten dort zwischengelagert und anschließend von UN-Hilfsorganisationen in das Kriegsgebiet gebracht und an die Zivilbevölkerung Gazas verteilt werden.
Die schwimmende Struktur Trident Pier brach bereits Ende Mai bei hohem Seegang auseinander, nachdem sie 10 Tage lang in Betrieb war, und musste repariert werden. Auch die ordnungsgemäße Verteilung der an Land gebrachten Güter erwies sich wegen der Zerstörung der Straßen im Gazastreifen und der chaotischen Sicherheitslage als schwierig. Am 17. Juli 2024 wurde der Betrieb der Landungsbrücke beendet.
Insgesamt war die Landungsbrücke nur zwanzig Tage lang in Betrieb, und über einen Zeitraum von zwei Monaten wurden nur etwa 600 LKW-Ladungen über die Anlage an Land gebracht, weniger als der von Hilfsorganisationen geschätzte Bedarf des Gazastreifens an einem einzigen Tag.

## Lage
Die provisorische Hafenanlage, welche die schwimmende Gaza-Landungsbrücke auf See und den Trident Pier zum Löschen der Ladung am Strand von Gaza umfasste, lag südwestlich von Gaza-Stadt und nördlich einer Straße, welche die israelischen Verteidigungsstreitkräfte (IDF) während des laufenden Gazakrieges gebaut hatten.

## Zweck und Funktion
Gaza-Landungsbrücke – schwimmende Offshore-Plattform der US-Navy (RRDF) vor der Küste von Gaza (©️ U.S. Central Command)

Link zum Bild

Das Konzept sah vor, dass humanitäre Hilfsgüter wie Lebensmittel, Wasser und Medikamente zunächst auf dem Luft- oder Seeweg nach Zypern gebracht, dort von Israel untersucht und anschließend mit Handelsschiffen nach Gaza gebracht werden sollten. Trotz der unmittelbaren Lage der vom israelischen Staatsgebiet umgebenen Enklave gab es an der Küste Gazas keinen Hafen, der großen Handelsschiffen einen Liegeplatz mit genügend Tiefgang bot. Auf Grund des niedrigen Fahrwassers war es diesen deshalb nicht möglich, humanitäre Hilfsgüter in größerem Umfang nach Gaza zu bringen. Das JLOTS-Projekt der US-Streitkräfte sollte dies in mehreren Schritten ermöglichen. Dazu musste zunächst auf der Gaza-Landungsbrücke, der schwimmenden Offshore-Plattform der US-Navy, das Umladen der auf Transportpaletten befindlichen Hilfsgüter auf LKWs mit Sattelauflieger erfolgen.
Die LKWs samt Ladung sollten von speziellen Leichtern – RoRo-Schiffen der US-Navy mit geringem Tiefgang, die jeweils etwa beladene 15 LKWs aufnehmen konnten – zu dem am 16. Mai 2024 fertiggestellten und am Strand verankerten, 550 m langen Trident Pier gebracht werden. Nach dem Anlegen sollten die LKWs mit ihrer Ladung von Bord fahren und diese an Land bringen, wo die geladenen Hilfsgüter bis zum Weitertransport zwischengelagert werden sollten. Nach Schätzungen des US-Militärs sollten so bis zu 90 LKW-Ladungen pro Tag an Land gebracht werden, später sollte der Umfang der Hilfslieferungen auf bis zu 150 Ladungen pro Tag erweitert werden.

## Bau und örtliche Bedingungen

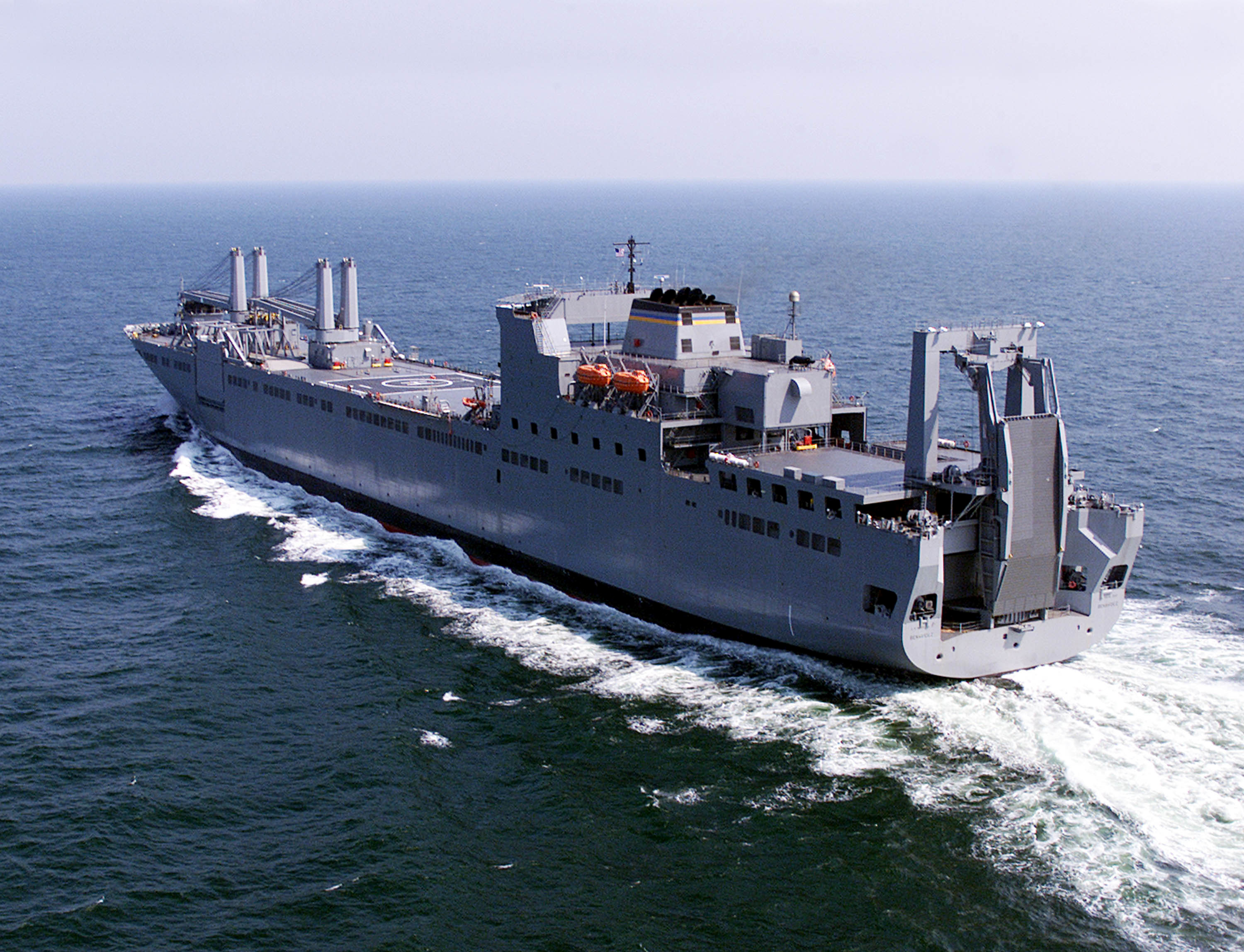
Benavidez

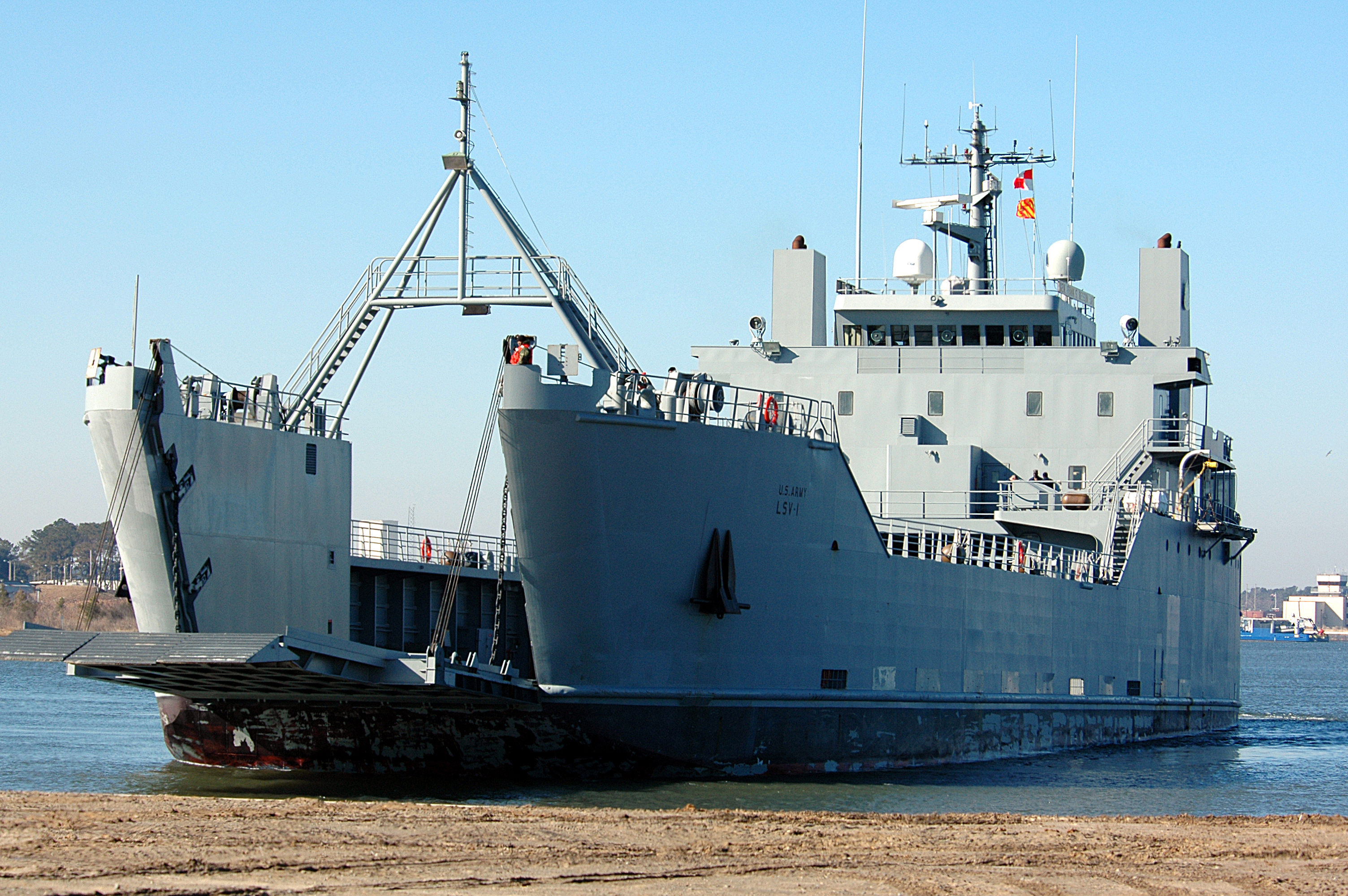
General Frank S. Besson Jr.

Mehrere Schiffe des US-amerikanischen Militärs waren am Bau der Gaza-Landungsbrücke beteiligt, darunter das RoRo-Schiff USNS Benavidez, ein vom Military Sealift Command betriebenes Schiff der Bob-Hope-Klasse, die USAV General Frank S. Besson Jr., ein Logistikschiff des US-Militärs, und mehrere andere Militärschiffe, so die USAV SP4 James A. Loux (LSV-6), USAV Montorrey (LCU-2030), USAV Matamoros (LCU-2026) und die USAV Wilson Wharf (LCU-2011). Britisches Militär unterstützte den Bau logistisch. US-amerikanische Soldaten sollten den Boden Gazas jedoch nicht betreten.
Der Trident Pier wurde ebenso wie die Gaza-Landungsbrücke von Spezialkräften des US-amerikanischen Militärs errichtet und anschließend von den israelischen Verteidigungsstreitkräften (IDF) am Strand von Gaza verankert. Für die Anlieferung der Hilfsgüter aus Zypern mieteten die USA als erstes Schiff die Sagamore an.
Anfang Mai 2024 wurde bekannt, dass sich die Montage der Gaza-Landungsbrücke verzögert hatte; die Arbeitsbedingungen auf See waren wegen zu hohem Seegang für eine Fortsetzung der Montagearbeiten zu ungünstig. US-Militärschiffe schleppten die noch in Bau befindliche Offshore-Plattform in den israelischen Hafen Ashdod, wo die Montage abgeschlossen werden konnte. Nachdem der Seegang nachgelassen hatte, wurde die fertige Gaza-Landungsbrücke zum vorgesehenen Standort auf See geschleppt und dort am Meeresboden verankert.

## Hintergründe
November 2014 schloss Israel mehrere Grenzübergänge zu Gaza. Nur noch zwei konnten genutzt werden: Der Grenzübergang in Erez im Norden Gazas war dem Personenverkehr vorbehalten, während der Grenzübergang in Kerem Schalom im Süden für den Warenumschlag genutzt wurde. Infolge des Terrorangriffs der Hamas auf Israel am 7. Oktober 2023 wurden beide Grenzübergänge teilweise zerstört. Der an Gazas Grenze zu Ägypten liegende Grenzübergang in Rafah war der Haupttransportweg für Hilfslieferungen.
Die schwimmende Offshore-Plattform auf See und der am Strand verankerte Trident Pier der provisorischen Hafenanlage an Gazas Küste wurden im Rahmen eines JLOTS-Projeks des US-Militärs in Zusammenarbeit mit dem israelischen Militär errichtet. Die Kosten der Militäroperation, die von US-Präsident Joe Biden am 7. März 2024 im Rahmen seiner „State of the Union“-Rede als eine „Notfall“-Mission zur Ermöglichung humanitärer Hilfslieferungen angekündigt worden war, beliefen sich auf 320 Millionen US-Dollar. Zum Zeitpunkt der Ankündigung war der für Gazas Norden relevante Grenzübergang in Erez noch geschlossen, so dass auf dem Landweg keine Hilfsgüter mehr in den Norden des zweigeteilten Gazastreifens zur Linderung der im Verlauf des Gazakrieges eingetretenen humanitären Katastrophe geliefert werden konnten. Erst nach Wiederöffnung des Grenzübergangs am 1. Mai 2024 konnten wieder Hilfslieferungen über diesen Grenzübergang in das Kriegsgebiet gebracht werden. Der Grenzübergang in Rafah wurde im Zuge der israelischen Rafah-Offensive am 7. Mai 2024 komplett geschlossen.

Am 17. Mai 2023 teilte das Zentralkommando der Vereinigten Staaten (CENTCOM) mit, dass im Rahmen multinationaler Anstrengungen über den vom US-amerikanischen Militär eingerichteten maritimen Korridor humanitäre Hilfe für die Zivilbevölkerung im Gazastreifen bereitgestellt werden sollte; diese würde Spenden von Hilfsorganisationen aus verschiedenen Ländern umfassen. Am Tag zuvor waren die Arbeiten zur Verankerung des Trident-Piers am Strand von Gaza abgeschlossen worden.
„Ein Lastwagen transportiert humanitäre Hilfsgüter über den Trident Pier zum Strand von Gaza. (Foto: US Army Central via Reuters)“

Link zum Bild

Obwohl der Trident Pier bereits knapp zwei Wochen nach Inbetriebnahme bei hohem Seegang auseinanderbrach, bestand die US-Regierung darauf, dass über die provisorische Hafenanlage in den Küstengewässern Gazas auch weiterhin humanitäre Hilfslieferungen für den Norden Gazas abgewickelt werden sollten, obwohl diese ab 19. Mai 2024 auch auf dem Landweg über den am 1. Mai 2024 neu geöffneten Grenzübergang in Erez erfolgten. Der Sprecher des Nationalen Sicherheitsrates der USA, John Kirby, erklärte: „Es war nie beabsichtigt, das zu ersetzen, was man vor Ort durch Lastwagen und die Öffnung der Grenzübergänge tun kann.“ Zweifel daran, ob die provisorische Hafenanlage der US-Armee wesentlich dazu beitrug, dass mehr Hilfslieferungen als bisher Gaza erreichten, um die humanitäre Katastrophe dort zu lindern, versuchte John Kirby zu zerstreuen: „Auf jeden Fall, und ich glaube, sie haben bisher mehr als tausend Tonnen allein von der provisorischen Anlegestelle geholt, was in Anbetracht des Wetters und der Komplexität des Vorgangs – der Stopp an mehreren Knotenpunkten, den man durchführen muss, um vom Schiff zur Anlegestelle zum LKW auf den Boden zu gelangen – immer noch ein beeindruckender Erfolg ist.“

## Entwicklung
Die Entwicklungen des Projekts stellen das US-Militär in Gaza vor logistische und organisatorische Herausforderungen. Sicherheitsprobleme verzögerten die Lieferung von Hilfsgütern. Das Pentagon hatte eine kontinuierliche Versorgung über die schwimmende Anlegestelle im Gazastreifen geplant. Ende Mai 2024 teilte das US-amerikanische Verteidigungsministerium mit, dass bisher nur wenig Hilfe den belagerten Streifen erreicht hätte. Erschwerend käme hinzu, dass US-Truppen nicht vor Ort sein könnten, um das begonnene Projekt zu unterstützen. Lastwagen wurden von Menschenmengen umringt und geplündert, ehe sie das Lagerhaus erreichen konnten. Das geplante Ziel, täglich 90 Lastwagen anzuliefern und schließlich auf 150 zu erhöhen, konnte nicht annähernd erreicht werden. Nach Angaben des Welternährungsprogramm der Vereinten Nationen (WFP) sollen in der Woche nach der Eröffnung der provisorischen Hafenanlage etwa 70 LKWs die für die angelieferten Hilfsgüter an Land vorgesehenen Lagerhäuser erreicht haben.
Am 16. Mai 2024 wurden die provisorischen Hafenanlagen in Betrieb genommen, doch bereits wenige Tage danach durch hohen Seegang beschädigt und außer Betrieb gesetzt. Vier der US-Militärschiffe, die Bestandteile des schwimmenden Bauwerks waren, hatten sich aus ihrer Verankerung gelöst und waren gestrandet. Eine Pentagon-Sprecherin sagte am 28. Mai, die Anlage müsse nun aus ihrer Verankerung am Strand gelöst und wieder in den Hafen von Aschdod geschleppt werden; dort werde das US-amerikanische Militär Reparaturarbeiten von mindestens einwöchiger Dauer vornehmen. Danach werde die Landungsbrücke erneut vor der Küste Gazas verankert.

## Anlandung von Hilfsgütern nach Inbetriebnahme
Nach der Inbetriebnahme am 17. Mai 2024 bis zum 12. Juni 2024 erreichte kaum Nahrung vom Pier die hungernden Menschen. Nach Angaben des WFP erreichten vom 17. bis zum 18. Mai nur 15 Lastwagen von der provisorischen Hafenanlage der US-Navy aus ihre Bestimmungsorte im Gazastreifen; vom 19. bis zum 21. Mai erfolgten keine Hilfsgüterlieferungen von dort aus. Insbesondere Rafah konnten keine Hilfsgüterlieferungen erreichen, solange Israels Militäroffensive andauerte; das WFP musste am 21. Mai alle Lieferungen nach Rafah stoppen. Darüber hinaus gab das WFP am 9. Juni 2024 bekannt, dass es die Verteilung weiterer humanitärer Hilfe vom Pier aus Sicherheitsgründen „pausiert“ habe, nachdem am Tag zuvor bei einer von den USA unterstützten israelischen Militäroperation fast 300 Palästinenser getötet worden waren. Unterdessen stapelten sich Nahrungsmittel und andere Hilfsgüter außerhalb des Gazastreifens am von Israel blockierten Grenzübergang in Rafah.
Bis die schwimmende Trident-Pier etwa eine Woche nach Inbetriebnahme durch hohen Seegang beschädigt worden war, wurden dort im Mai 2024 noch etwas über 900 Tonnen humanitäre Hilfsgüter gelöscht. Nachdem der Pier repariert und wieder am Strand von Gaza verankert worden war, konnten dort laut Mitteilung des zuständigen Regionalkommandos des US-Militärs Centcom ab 7. Juni 2024 wieder humanitäre Hilfsgüter entladen werden. Eine Nutzung der schwimmenden Offshore-Plattform vor der Küste Gazas zur Evakuierung der vier israelischen Geiseln, die am 8. Juni 2024 von den IDF aus der Geiselhaft der Hamas befreit worden waren, dementierten die zuständigen US-Behörden. Bei der Befreiung der Geiseln aus dem Flüchtlingslager Nuseirat wurden angeblich 274 Menschen, zumeist Zivilisten, getötet und etwa 700 weitere Personen verletzt.

## Endgültige Einstellung des Betriebes und Demontage
Am 17. Juli 2024 stellten die USA stellten den Betrieb der für rund 300 Millionen US-Dollar errichteten provisorischen Hafenanlagen vor und an der Küste des Gaza-Streifens endgültig ein. Die wiederholt von Problemen geplagte Landungsbrücke werde nun wieder abgebaut, erklärte der stellvertretende Befehlshaber des US-Zentralkommandos.

## Kritik
Der Bau der Gaza-Landungsbrücke wurde von dem Politikwissenschaftler Stephen M. Walt als ein teurer PR-Gag bezeichnet, weil die US-Regierung nicht gewillt gewesen sei, Israel zu zwingen, die Grenzübergänge nach Gaza zu öffnen und genügend Hilfsgüter für die Zivilbevölkerung bereitzustellen, die mit einer von Menschen verursachten humanitären Katastrophe konfrontiert war. Insgesamt lieferte die Anlage in dem Zweimonatszeitraum, während dessen sie zeitweilig in Betrieb war, nach Schätzungen der Financial Times nur etwa 8.000 Tonnen Hilfsgüter, die sich dann am Strand stapelten und in der Sonne verfaulten, da zerstörte Straßen, Gesetzlosigkeit und die Unberechenbarkeit der israelischen Kontrollpunkte im Gazastreifen die Überwindung der letzten paar Kilometer Wegstrecke, die zur Auslieferung der Güter an die Palästinenser notwendig waren, nahezu unmöglich machten. Letztendlich wurden insgesamt nur etwa 600 LKW-Ladungen über den Pier an Land gebracht, während der Gazastreifen laut Hilfsorganisationen etwa 700 LKW-Ladungen pro Tag benötigte.